# معالجة مثلية
المُعَالَجَةُ بِالمِثْلِ أو المعالجة المثلية (بالإنجليزية: Homeopathy)‏ (نقحرة: هوميوباثي) او الطب التجانسي أو الطب المتجانس هو نظام علاجي وشكل من أشكال الطب البديل يستند إلى المبادئ التي صاغها صامويل هانيمان عام 1796. ويعتمد هذا العلاج على قانون أبقراط في الطب، والذي يقول «المثل يعالج المثل».

## تاريخه
يعتبر الطبيب الألماني صمويل هانيمان (1755-1843) والد الطب التجانسي الحديث، عبر كتابه (القانون في فن الشفاء) الذي يبسط في تجاربه التي ادت عام 1796 إلى اكتشاف المفعول التجانسي لشجر (الكنكينا) المعروف بشجر الحميات. حيث ان هذه الشجرة لها مفعول مزدوج متناقض. حيث يسبب حمى (الملاريا) للانسان السليم، لكنه يشفي من الملاريا إذا يتناوله الشخص المصاب بكمية ضئيله.

## طريقة العمل
والمبدأ الأساسي؛ أن شفاء المرض يتم بواسطة عقاقير أثبتت أنها تنتج عند شخص سليم نفس الأعراض، التي يجب علاجها. ويستكمل نظام المعالجة المثلية بالنظر إلى صفات المريض (أنواع البُنْية)، وكذلك الأدوية المستخدمة، وتستعمل كميات دقيقة صغيرة جدا.ومن مميزاته أن ليس له آثار جانبية. وقد توصل هانمان من خلال تجاربه إلى الأعراض المشتركة المتكررة في أغلب الحالات الناتجة عن كل مادة من المواد التي استعملها، سميت تلك الأعراض بالأعراض الرئيسة التي تكون معاً ما يمكن تسميته بالصورة الدوائية لكل مادة مختبرة، ومن ثم فقد توصل إلى اكتشاف قاعدة المثل يعالج المثل. ويلقى هذا النوع من العلاج شعبية كبيرة في الهند وباكستان ويدرس في الجامعات وكذلك يدرس في جامعات أوروبا وأمريكا.
.

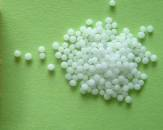
حبيبات المعالجة المثلية

تنص نظرية المعالجة المثلية على أن الشخص المريض يستطيع أن يشفى باستخدام كميات ضئيلة من المواد التي تسبب في جسم الشخص السليم أعراضاً مشابهة لأعراض مرض الشخص المصاب. الكلمة المستخدمة باللغات الأوربية لوصف هذه الطريقة مستمدة من الكلمة اليونانية "ὅμοιος" (أوميوس) ومعناها المثل أو المشابه، و"πάθος" (باثوس) ومعناها المعاناة أو العذاب.
يختار الممارسون لهذه الطريقة المعالجة المناسبة للمريض بعد فحص دقيق لاستكشاف الحالة البدنية والنفسية للمريض حيث أن هاتين الحالتين تعتبران مهمتين لاختيار نوع العلاج.
اعتقد هانيمان أن التخفيف (التمديد) المتسلسل للمادة المستخدمة مع رج المحلول بعد كل تخفيف يزيل التأثيرات السامة للمادة ويحتفظ المخفف (الماء أو السكر أو الكحول) بالصفات الأساسية للمادة.
الدلائل العلمية والسريرية العديدة لم تثبت نجاح المعالجة المثلية، حيث أنها لا تختلف عن الغفل.
يتعذر تمييز المستحضرات المستخدمة في المعالجة المثلية من المخففات النقية لأن المركب الدوائي المزعوم مخفف لما بعد الحالة التي يمكن فيها أن تكون الجزيئات من المادة المستخدمة قبل التخفيف موجودة أو حاضرة في المحلول المستخدم بعد التخفيف.
وبالتالي، فإن الادعاء بأن هذه المعالجة لها تأثير دوائي غير معقول علمياً ويتعارض مع المبادئ الأساسية للعلم، بما فيها قانون فعل الكتلة. ويشير الناقدون إلى أن الدراسات عالية الجودة التي تتناول نجاعة المعالجة المثلية قليلة للغاية ونتائجها غير جازمة، كما أن التناتج (تأكيد النتائج في عدة دراسات مستقلة) يمكن وصفه بالإشكالي في أحسن الأحوال. كما يُنسب النجاح في علاج بعض الحالات باستخدام العلاج المثلي إلى قناعة المريض بتأثير العلاج أو جودة العلاقة بين الطبيب والمريض وليس إلى فاعلية العلاج نفسه. اما جامعة ماربورغ في ألمانيا فقد سمت العلاج المثلي في تقريرها الصادر عام 1992 حول الموضوع ب «علم الخطأ». 
إن غياب الدلائل المقنعة على نجاعة المعالجة المثلية واستخدامها لعلاجات لا تحوي مكونات فعالة جعل بعض الباحثين يعتبرونها علماً زائفاً أو دجلاً.
في بريطانيا (المملكة المتحدة) تدير خدمة الصحة الوطنية خمس مستشفيات تعالج بالمعالجة المثلية[بحاجة لمصدر] وفي التسعينات أثبتت الإحصائيات أن نسبة 5.9% إلى 7.5% من أطباء العائلات الإنكليزية قد وصفوا لمرضاهم العلاج بالمعالجة المثلية[بحاجة لمصدر] كما أن هذه النسبة ارتفعت إلى 12% في اسكتلنده[بحاجة لمصدر].
أما في ألمانيا، ففي عام 2015 وحده تم انفاق 595 مليون يورو على العلاج المثلي، أي بزيادة 12.8٪ عن العام السابق. وفي دراسة أجراها معهد ألنسباخ عام 2009 أقر 17٪ من المستطلعة آراؤهم بأنهم قد استعملوا أدوية تعتمد على مبدأ التخفيف والمثلية.
عموماً عدد الحالات المعالجة بالمعالجة المثلية من قبل أطباء عامين (GPs) في إنجلترا هبطت بنسبة 40% بين عامي 2005 و 2007 ومع ذلك فقد صرحت منظمة الصحة العالمية عام 1999 هي واحدة من أكثر طرق العلاج الغير تقليدية انتشاراً[بحاجة لمصدر] إلى العالم بجانب الطب الشعبي الصيني وطب الأعشاب وتجبير العظام.

## المعالجة المثلية في تاريخ الطب
انتقد هاينمان طرائق الطب التقليدية المستعملة في القرن الثامن عشر كالفصد والملينات لذلك لجأ إلى وضع مبدأ المعالجة المثلية قاصدا بذلك معالجة الامراض بطريقة مبسطة بدون الحاجة إلى فقدان الدم أو التعرض للاسهال. وكان اقتراح هاينمان باجراء التجارب العلاجية على اشخاص اصحاء فكرة جديدة لم تستعمل من قبل. وبقيت مبادئ وتجارب المعالجة المثلية إلى يومنا هذا لان طرق اثبات صحتها بعيدة عن الانتقاد الدقيق والمنطقية العلمية. وعلى الرغم من المحاولات المتكررة لم تجد المعالجة المثلية موقعا دائما لها في الجامعات الناطقة باللغة الألمانية.

## محاولة السينكونا - ولادة علم المعالجة المثلية
يعتبر المعالجين المثليين في الوقت الحالي محاولة هاينمان باستعمال نبتة السنكونا ساعة ولادة علم المعالجة المثلية لانها الهمت هاينمان لوضع مبدأ المعالجة المثلية.
لم يتمكن علماء الطب إلى وقتنا الحالي من إعادة إجراء تجربة هاينمان، حيث طلب الطبيب يوهان يورغ في عام 1821 من أربعة طلاب ان يتناولوا علاج مثلي مركب حسب مبدأ هاينمان من مادة السينكونا، لكن لم تظهر على أي منهم أي اعراض من التي ذكرها هاينمان. اما الطبيبان هانس يواخيم كريمر وايرنست هابرمان فقد تناولا مركبا مثليا مركب حسب مبادئ هاينمان، ولكن لم يوءكد أي منهما ظهور أي عرض من الاعراض التي ذكرها هاينمان، بل اصيبا بمشاكل هضمية.
تعتبر آلية تأثير المركبات الموجودة في نبتة السنكونا - التي تستخرج بواسطة الكحول - على مرضى الملاريا امراً معروفاً في وقتنا الحالي، حيث تثبط مادة الشينين الموجودة في السينكونا بناء الحمض النووي للملاريا وبالتالي تمنع تكاثرها، كما ان لمادة الشينين تأثير مسكن للالم وخافض للحرارة. يُعتقد بان الاعراض التي ظهرت لدى هاينمان كان سببها هو تحسس جسم هيانمان لمادة الشينين.

## هاينمان والأمراض المزمنة
بعد سنوات عديدة من التجارب أكد هاينمان على ان هناك بعض الامراض المزمنة التي لا يمكن ان تعالج باستخدام طريقة المعالجة المثلية، ولذلك طور هو طريقة لمعالجة تلك الامراض ونشر في عام 1828 نتائج بحوثه في كتاب اسماه «الامراض المزمنة». بعد ذلك انتُقدت فكرة هاينمان بشدة ذلك ان الطرق والعلاجات التي وصفها لم تنجح في علاج سبع اثمان الحالات التي وصفت من اجلها. ويعتبر العلماء في الوقت الحالي ان فهم هاينمان للامراض المزمنة لا يخرج عن اطار المفاهيم الطبية السائدة انذاك.

## انتشار فكرة المعالجة المثلية
انتشرت فكرة العلاج المثلي خلال فترة حياة هاينمان واستمرت بالتوسع حتى بعد وفاته، حيث توسعت الفكرة في فرنسا من خلال هاينمان نفسه بعد ان تزوج في عام 1835 من ميلاني ديرفلي (بالفرنسية: Mélanie d’Hervilly)‏ وانتقلا سويا للعيش في باريس حيث افتتح هناك - بفضل علاقات زوجته - عيادة متقدمة ادارها حتى وفاته في عام 1843. بعد ذلك ادارت زوجته العيادة بدون ان يكون لديها ترخيص بذلك ثم اضطرت في حوالي العام 1870 لبيع مبنى العيادة. في اواخر عمرها حصلت ميلاني على ترخيص حكومي كطبيبة مختصة بالعلاج المثلي لتكون بذلك أول طبيبة مختصة بالمعالجة المثلية.
اما في برطانيا فقد انتشرت المعالجة المثلية منذ القرن التاسع عشر، ومنذ ذلك الحين اعتمدت العائلة المالكة على هذا النوع من العلاج، كما ادخلت مبادئ المعالجة المثلية في مناهج الطب الاكاديمية في اوائل القرن التاسع عشر داخل وخارج المملكة المتحدة. وبينما انتشرت المعالجة المثلية قي دول وسط وجنوب أوروبا، لم تجد لها انتشارا واسعا في الدول الاسكندنافية. كما انتشرت في بلدان أمريكا الجنوبية كالبرازيل وكولومبيا وتشيلي والأرجنتين. اما في الهند فقد ادخل الطبيب الروماني يوهان مارتن هونيغ بيرغر مبادئ المعالجة المثلية وتقبلها الهنود بشكل كبير، وكان لذلك التقبل سبب سياسي لدى الهنود، حيث ان العلاج المثلي يأتي من الرايخ الألماني الذي كان يعتبر معاديا للإنجليز المحتلين للهند انذاك. اما في وقتنا الحالي تعتبر المعالجة المثلية راسخة في الطب الهندي، حيث كانت نسبة المعالجين المثليين المعترف بهم في ثمانينيات القرن العشرين 17,6٪ من الاطباء الهنود كما توجد مئتي كلية تُعنى بالمعالجة المثلية في الهند.

## الاستعمال

### اختيار العلاج المناسب
يعتمد اساس اختيار العلاج المثلي من جهه على السيرة المرضية للمريض، والاعراض التي يمكن ان تظهر عند أي شخص سليم يتناول علاجا مثليا معينا من جهه أخرى.
توجد العلاجات المثلية على هيئة محاليل أو حبوب أو حبيبات. عند تناول المحلول يُنصح استعمال ملاعق من الخشب أو البلاستك بدلا من الملاعق المعدنية وذلك لان الملاعق المعدنية - حسب الكثير من الاختصاصيين في العلاج المثلي - تضر بالقوى الداخلية الموجودة في العلاج.
حسب رأي المعالجين المثليين يجب ان يتم وضع العلاج المثلي تحت اللسان وتركه في الفم لمدة دقيقة كي يساهم ذلك في زيادة امتصاصه وبالتالي فعاليته، كما ان أفضل النتائج تظهر عند تناول العلاج مباشرة بعد ظهور أول اعراض المرض. وبغض النظر عن المواد الفعالة الموجودة في العلاج المثلي هناك بعض العوامل التي تلعب دورا مهما في وصف العلاج المثلي، فمثلا لا يُسمح لمدمن كحول تعالج من الإدمان ان يتناول علاج مثلي على هيئة محلول كحولي لان ذلك قد يتسبب بعودة المريض إلى إدمانه السابق، كما يجب أخذ تحسس جسم المريض لمادة معينة (سم النحل مثلا عند صرف علاج يحتوي على عسل النحل) بعين الاعتبار. كما يتوجب على النساء الحوامل والمرضعات والاطفال استشارة الطبيب قبل تناول العلاج. لا يمكن استعمال العلاج المثلي في علاج الامراض الحادة كالنوبة القلبية والالتهاب الربوي المزمن، كما يجب ان لا يستعمل العلاج المثلي في معالجة الامراض العضوية التي تهدد حياة الإنسان.